# Xylotrupes taprobanus
Xylotrupes taprobanus är en skalbaggsart som beskrevs av Heinrich Bernward Prell 1914. Xylotrupes taprobanus ingår i släktet Xylotrupes och familjen Dynastidae. Utöver nominatformen finns också underarten X. t. ganesha.